# 1226.
◄ | 12. stoljeće | 13. stoljeće | 14. stoljeće | ►
◄ | 1190-ih | 1200-ih | 1210-ih | 1220-ih | 1230-ih | 1240-ih | 1250-ih | ►
◄◄ | ◄ | 1223. | 1224. | 1225. | 1226. | 1227. | 1228. | 1229. | ► | ►►
Arhitektura • Astronomija • Glazba • Knjige • Književnost • Kršćanstvo • Medicina • Pravo • Promet • Znanost

## Smrti
- 3. listopada – Sveti Franjo Asiški, svetac (*1181.)
- 8. studenog – Luj VIII., kralj Francuske (*1187.)

## Vanjske poveznice
|  | Zajednički poslužitelj ima još gradiva o temi 1226. |